# Tenuiphantes suborientalis
Tenuiphantes suborientalis är en spindelart som beskrevs av Andrei V. Tanasevitch 2000. Tenuiphantes suborientalis ingår i släktet Tenuiphantes och familjen täckvävarspindlar. Inga underarter finns listade i Catalogue of Life.